# 里巴隆加 (卡拉泽达-迪安西昂伊什)
里巴隆加是葡萄牙布拉干萨区的一个堂区。总面积8.52平方公里，总人口115人，人口密度13.5人/平方公里。